# (2146) Stentor
Pour les articles homonymes, voir Stentor (homonymie).
(2146) Stentor est un astéroïde troyen de Jupiter. Il a été découvert le 24 octobre 1976 par l'astronome Richard M. West de l'observatoire de La Silla.

## Caractéristiques
Il partage son orbite avec Jupiter autour du Soleil au point de Lagrange L4, c'est-à-dire qu'il est situé à 60° en avance sur Jupiter.
Son nom fait référence à Stentor le crieur de l'armée des grecs.
Sa désignation provisoire était 1976 UQ.